# Historisches Museum Aurich

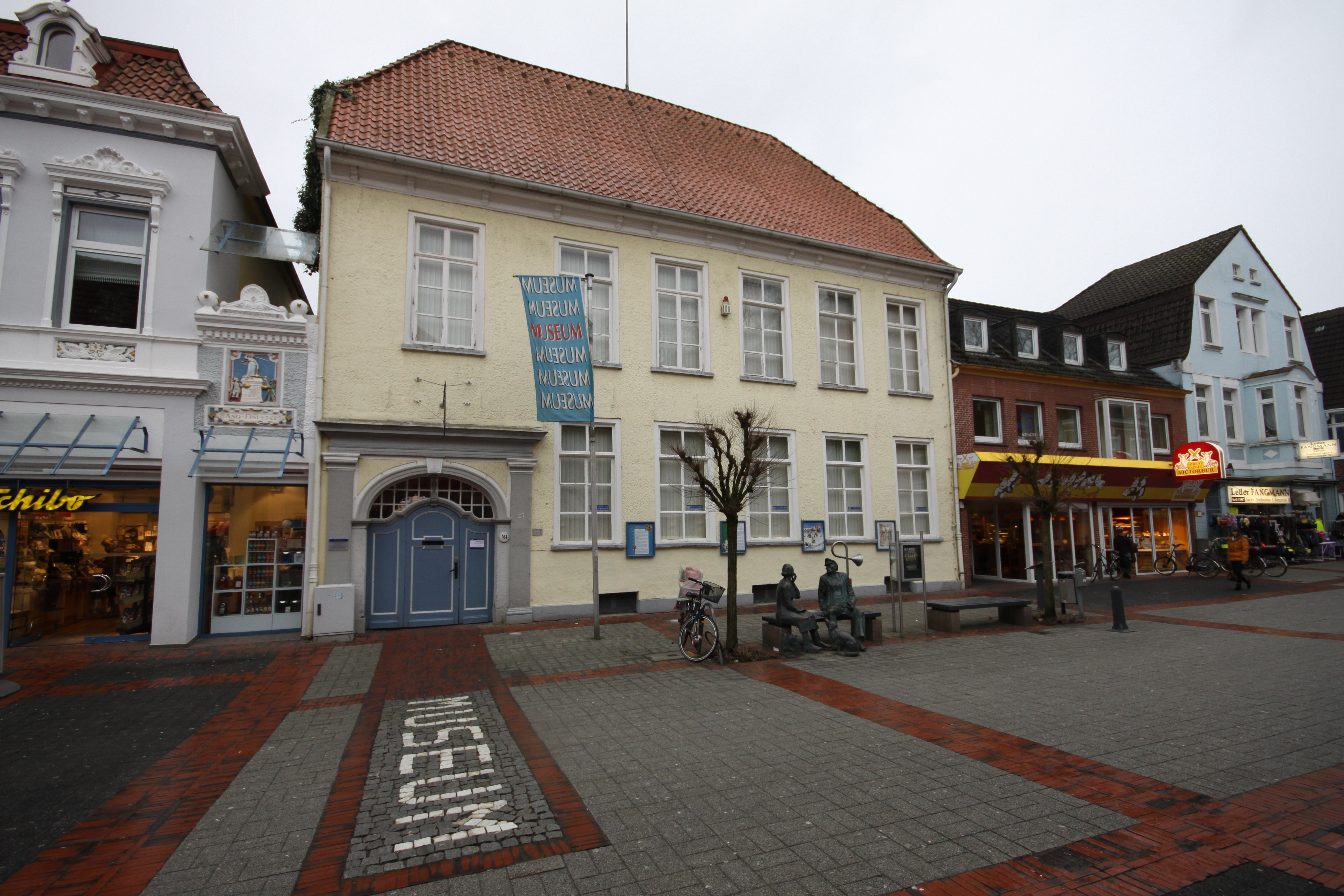
Das Historische Museum Aurich

Das Historische Museum befindet sich in der ostfriesischen Kreisstadt Aurich. Es ist in der Alten Kanzlei untergebracht und Mitglied im Museumsverbund Ostfriesland. Das Historische Museum führt in sechs Themenkomplexen durch die Geschichte der Stadt und Ostfrieslands: Geest und Stadt, Kirchen und Klöster, Schloss, Blütezeit der Bürger, Ostfriesland in Kriegsnöten, Region und Mittelzentrum. Gezeigt werden Exponate aus Geschichte, Kunst und Kultur in Aurich und Ostfriesland von der Steinzeit bis heute.

## Geschichte
Erste Pläne, in Aurich ein Heimatmuseum einzurichten, gab es im Jahre 1902. 1923 gründete sich zu diesem Zweck ein Heimatverein. Diesem gelang es jedoch nicht, genügend Mittel einzuwerben. Zudem fehlte eine größere öffentliche Unterstützung für das Projekt, so dass es der Verein schließlich aufgab und erst nach dem Zweiten Weltkrieg wieder aufnahm. Im Jahre 1949 konnte schließlich ein Konzept für ein volkskundliches Museum vorgelegt werden und 1951 stellte die Ostfriesische Landschaft ein Gebäude für das Museum zur Verfügung. Dennoch scheiterte der Plan, ein Museum einzurichten, erneut.
Im Jahre 1982 schlossen sich Auricher Bürger unter dem Vorsitz des damaligen Oberkreisdirektors, Friedrich Schuver, zu einem Förderverein zusammen, in dessen Vorstand alle Ratsparteien vertreten waren. Für das Museum stellte die Stadt die Alte Kanzlei zur Verfügung. Um dem Museum für die Zukunft Erweiterungsmöglichkeiten zu geben, stellte die Stadt zudem die Nutzung der Räume im Anbau in Aussicht. Ab 1983 ließ die Stadt die Alte Kanzlei für das Museum umbauen.
In den folgenden Jahren war Hajo van Lengen, der damalige Direktor der Ostfriesischen Landschaft, an der Entwicklung des Konzepts für das Museum beteiligt. Dieses sah vor, dass in dem Museum „Themen der Siedlungs-, Sozial- und Wirtschaftsgeschichte der mittelostfriesischen Geest und ihres Zentrums, der alten Residenzstadt Aurich, dargestellt werden sollten.“ Zunächst nutzte das Museum ausschließlich Räume im Hauptgebäude. Dort entstanden bis 1985 auf etwa 190 Quadratmetern Fläche die Schaubereiche Landeskunde mit Blick auf die Kirchen, Ur- und Frühgeschichte, Stadtwerdung, Bürgerliche Wohnkultur, Handel, Gewerbe und Verkehr, Conrad Bernhard Meyer, ein Baumeister der Stadt. Das Dachgeschoss hielten die Betreiber für wechselnde Sonderausstellungen frei. Das Historische Museum wurde dem Museumsverbund Ostfriesland angeschlossen. Am 5. Juli 1985 eröffnete der damalige niedersächsische Minister für Wissenschaft und Kultur, Johann-Tönjes Cassens, das Museum.
Anfang der 1990er Jahre wurden die Räume im Anbau frei. Für das Museum ergaben sich so Möglichkeiten zur Vergrößerung. In den Jahren 1992 bis 1998 wurde es nach einem neuen Konzept erweitert und ausgebaut. Mit Unterstützung durch das Land Niedersachsen entstanden ein neuer Verwaltungstrakt und ein museumspädagogischer Raum. 1996 folgte die erste Erweiterung der Dauerausstellung zunächst mit Mitteln der Niedersächsischen Sparkassenstiftung, ehe das Museum mit Hilfe einer größeren Landeszuwendung 1998 neu gestaltet und nochmals räumlich erweitert werden konnte. Im Zuge der dritten Erweiterung entstanden 2001 der neue Eingangsbereich und das MachMit-Museum im Erdgeschoss des Anbaus. Seither stehen dem Museum 540 Quadratmeter Ausstellungsfläche sowie ein etwa 60 Quadratmeter großer Veranstaltungsraum für Fachvorträge und Seminare zur Verfügung.
2022 wurde das Museum zum dritten Mal mit dem Museumsgütesiegel des Museumsverbands Niedersachsen und Bremen e. V. ausgezeichnet.